# 水泉澳公共運輸交匯處
水泉澳公共運輸交匯處（Shui Chuen O Public Transport Interchange），位於新界沙田區水泉澳廣場北翼旁，乃一採用平行式月台設有只供專營巴士使用的鋸齒形月台與專綫小巴專用的平行式車坑，出入口連接多石街，另有的士站在交匯處外多石街路旁，於2015年8月24日啟用。

## 總站路線資料（巴士）

### 九龍巴士47A線
- 沙田（水泉澳） ↔ 葵芳（南）

*註：逢星期一至六早上06:45-08:35（假日除外）往葵芳（南）方向的班次均不停沙田市中心。

### 九龍巴士83A、83X線
83A
- 沙田（水泉澳） → 觀塘碼頭

只於星期一至五早上繁忙時間服務。
83X
- 沙田（水泉澳） ↔ 觀塘碼頭

*註：逢星期一至五早上07:10-09:00的班次以黃泥頭為總站，乘客於此段時間內請乘坐83A線。

### 九龍巴士89S線
- 水泉澳 ↔ 烏溪沙站

2017年12月9日開辦，來往水泉澳及烏溪沙站，途經圓洲角、小瀝源、亞公角街、耀安邨、馬鞍山市中心、錦英路及落禾沙。星期一至五早上班次不經圓洲角及落禾沙，不設回程服務。

### 九龍巴士287X、287P線
287X
- 沙田（水泉澳） ↺ 佐敦（經旺角）

287P
- 沙田（水泉澳） → 油麻地（經大角咀）

### 九龍巴士288A、288B、288C線
288A
- 水泉澳 → 沙田市中心

只於星期一至五早上上課日服務。
288B
- 水泉澳 → 禾輋邨（上午班次）
火炭駿洋邨→ 水泉澳（下午班次）

只於星期一至五上課日服務。
288C
- 水泉澳 → 顯徑

只於星期一至五早上上課日服務。

### 過海隧道巴士682B線
- 水泉澳邨 ↔ 柴灣（東）

只於星期一至五繁忙時間服務。

### 過海隧道巴士982X線(早上特別班次)
- 沙田（水泉澳） → 灣仔（菲林明道）

只於星期一至五早上繁忙時間服務。

### 龍運巴士NA41線
- 沙田（水泉澳） ↔ 港珠澳大橋香港口岸（經機場客運大樓）

## 途經路線資料（巴士）

### 九龍巴士288線
- 水泉澳（上） ↺ 沙田市中心

### 九龍巴士N283線
- 尖沙咀東（麼地道） → 沙田（黃泥頭）

### 過海隧道巴士182X線
- 中環（港澳碼頭） → 沙田（愉翠苑）

只於星期一至五下午繁忙時間服務。

### 過海隧道巴士982X線(黃昏班次)
- 金鐘（東） → 沙田（愉翠苑）

只於星期一至五下午繁忙時間服務。

## 途經路線資料（專線小巴）

### 新界區專線小巴813線
- 水泉澳 ↺ 石門

### 新界區專線小巴813A線
- 水泉澳 ↺ 沙田醫院

## 車坑分佈
| 車坑分佈（以入口最左邊起計） | 車坑分佈（以入口最左邊起計） | 車坑分佈（以入口最左邊起計）                                                                                        |
| 車坑編號                     | 車坑數目                     | 路線 |
| ---------------------------- | ---------------------------- | --- |
| 1                            | 三坑                         | 九龍巴士47A、83A、83X、89S、287P、287X、288、288A、288B、288C、N283線 過海隧道巴士182X、682B、982X線 龍運巴士NA41線 |
| 2                            | 雙坑                         | 預留專線小巴站 |
| 3                            | 雙坑                         | 專線小巴812、813、813A號線                                                                                          |

- 有紅字班次為雙向途經。